# فیلتراسیون

طرحی ساده از یک فرایند فیلتراسیون که در آن ذرات بزرگ جامد در خوراک ورودی دیده می‌شوند که به دلیل اندازه بزرگ قادر به عبور از غشاء نیستند و در عوض ذرات سیال به سادگی از غشاء عبور می‌کنند.

پالایش یا فیلتراسیون (به انگلیسی: Filtration) یک فرایند مکانیکی است که طی آن مواد معلق جامد از سیال (مایع یا گاز) جداسازی می‌شوند. اساس جداسازی در این روش اختلاف در اندازه ذرات جامد و سیال و استفاده از نیروی خارجی برای عبور مواد از یک غشاء نیمه تراوا است. روش‌ها و دستگاه‌های بسیاری در صنایع مختلف و با ویژگی‌های خاص برای مواد کاربرد مختلف وجود دارد. فراپالایش و اسمز معکوس دو نمونه از روش‌های مبتنی بر استفاده از فیلترها هستند.